# The Stormy Night
The Stormy Night (xinès simplificat: 风雨之夜). Pel·lícula muda xinesa amb intertítols en anglès i xinès, de l'any 1925. Produïda per  Great China Lilium Company, amb guió i direcció de Zhu Shouju. Després de projectar-se a Hong Kong l'any 1932, durant molt de temps es va creure que la pel·lícula estava perduda fins que se'n va trobar una còpia al Japó el 2006.  El personal del Museu Nacional de Belles Arts de Tòquio va descobrir una pel·lícula xinesa amb un títol perdut; l'acadèmic Sato Akinari va relacionar una protagonista del film Han Yunzhen, amb les pel·lícules del director Dan Duyu i el novel·lista i director Zhu Shouju, confirmant que aquesta pel·lícula muda supervivent era "The Stormy Night" dirigida per Zhu Shouju. Després de la verificació per part d'altres d'estudiosos, es va projectar a la Xina per primera vegada el 2018, convertint-se en una mostra important per estudiar el cinema mut xinès.

## Estil i realització
D'alguna forma el guió del film s'emmarca dins el gènere literari de l'escola dels ànecs mandarins i de les papallones. Els escriptors d'aquest gènere van escriure històries, sovint tràgiques, d'amor prohibit entre un erudit masculí sensible i una dona bella i virtuosa, i finalment van evolucionar per incloure dinàmiques d'heroisme, militarisme, sentimentalisme, escenes íntimes i principis confucians.  Alguns historiadors han remarcat que en el període de 1921 a 1930 una  gran part dels 650 films que es van rodar a la Xina tenien com a base històries vinculades a la literatura de l'escola.
El procés de muntatge va ser innovador amb primers plans i plans en moviment, però la manera com es feien servir era diferent de les pel·lícules americanes del mateix període. En aquell moment, les pel·lícules americanes retallaven gran part del procés de les accions dels personatges per tal de desenvolupar la trama de manera més eficient. A "The Stormy Night"  el director va retenir deliberadament molts plans dels personatges caminant, i la "marxa" pausada es va convertir en part del ritme narratiu.El director també va cuidar l'estètica, inspirada en les pintures clàssiques de paisatges.

## Trama
Com el mateix director, el protagonista del film , Yu Jiaju,  és un escriptor de Shanghai que es dirigeix al camp amb la seva dona i la seva filla a la recerca d'una etapa de convalescència i inspiració. Són allotjats per un sacerdot taoista professional i recaptador de lloguers,  amb dues filles; la germana gran està gelosa de la petita per atraure el festeig d'un jove vilatà ric. Mentrestant, la dona de l'escriptor aviat es cansa del paisatge rural i és atreta pels automòbils i sales i clubs de ball de la ciutat moderna. La pel·lícula presenta una rica gamma de personatges idiosincràtics tant en entorns urbans com rurals, i el drama dels seus anhels romàntics i transgressions es desenvolupa amb una barreja de comèdia i patetisme.  

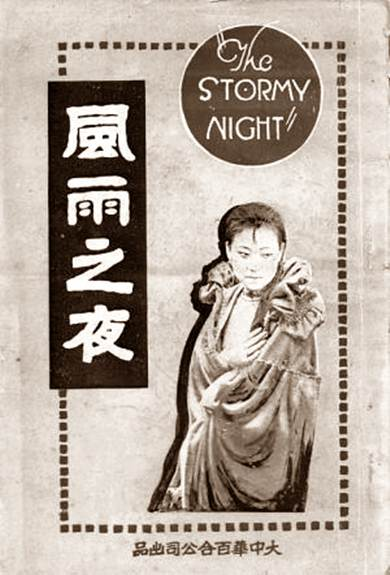
Poster del film

## Repartiment
En el repartimentdestaca la presència de l'actriu, cantant i ballarina Li Minghui  que en el seu moment va ser molt criticada per les seves interpretacions  en un moment en què la tradició sostenia que els papers femenins havien de ser interpretats per homes, i una dona jove a l'escenari seria inadequada i sexualment provocativa.
| Actor/Actriu  | Paper                          |
| ------------- | ------------------------------ |
| Han Yunzhen   | Zhuang (esposa de Yu)          |
| Yang Jingwo   | Yujie (filla gran de Bian)     |
| Zhou Wenzhu   | Yuqing (filla petita de Bian)  |
| Wu Bangfan    | Sun Naiwen                     |
| Yang Bingheng | Qian Dawei (home ric)          |
| Bao Mengjiao  | Bian Ziming (sacerdot taoista) |
| Wang Guoqi    | Jiaona                         |
| Wang Yingzhi  | Yu Jiaju (escriptor)           |
| Wang Xieyan   | Yu Shi                         |
| Wang Cilong   | Metge                          |
| Li Minghyu    | Noia atractiva                 |
| Ye Zhongfang  | Somnànbol                      |
| Gong Jianong  | Propietari Club                |